# Guyana en los Juegos Olímpicos de Atenas 2004
Guyana estuvo representada en los Juegos Olímpicos de Atenas 2004 por cuatro deportistas, dos hombres y dos mujeres, que compitieron en tres deportes.
La portadora de la bandera en la ceremonia de apertura fue la atleta Aliann Pompey. El equipo olímpico guyanés no obtuvo ninguna medalla en estos Juegos.